# Guarantã do Norte
Guarantã do Norte – miasto i gmina w Brazylii, w stanie Mato Grosso.